# Lepanthes martae
Lepanthes martae är en orkidéart som beskrevs av Carlyle August Luer. Lepanthes martae ingår i släktet Lepanthes och familjen orkidéer.
Artens utbredningsområde är Kuba. Inga underarter finns listade i Catalogue of Life.